# Vojtěch Vlček
Vojtěch Vlček (* 6. ledna 1976 Ostrava) je český středoškolský učitel a historik zabývající se pronásledováním katolické církve v Československu za totality a zejména pak osudy řádů a řeholních kongregací a jejich představitelů.
Vystudoval Filozofickou fakultu Ostravské univerzity, obor historie a český jazyk. V současné době pracuje jako středoškolský učitel v Gymnáziu Ostrava-Hrabůvka a spolupracuje s Českou křesťanskou akademií.

## Dílo
- Perzekuce mužských řádů a kongregací komunistickým režimem 1948–1964. Olomouc : Matice cyrilometodějská, 2004. 597 s. ISBN 80-7266-179-5.
- Ženské řehole za komunismu (1948–1989) : sborník příspěvků z konference pořádané Konferencí vyšších představených ženských řeholí v ČR a Českou křesťanskou akademií dne 1. října 2003 v kostele sv. Voršily v Praze. Olomouc : Matice cyrilometodějská, 2005. 447 s. ISBN 80-7266-195-7. (editor)
- Kříž jsem hlásal, kříž jsem snášel : rozhovory s kněžími a řeholníky pronásledovanými za komunismu v letech 1948–1989. Kostelní Vydří : Karmelitánské nakladatelství, 2006. 398 s. ISBN 80-7192-688-4.
- Totalitám navzdory. Kostelní Vydří : Karmelitánské nakladatelství, 2011. 516 s. ISBN 978-80-7195-336-4.